# Fernando Arias
Fernando Arias, född 8 juni 1982 i Coatepeque, Guatemala, är en svensk-guatemalansk journalist och före detta korrespondent för Sveriges Radio i New York.

## Biografi
Arias föddes 1982 i staden Coatepeque i västra Guatemala och kom till Sverige 1983. Arias är utbildad på Biskops Arnös folkhögskola. Han har också studerat socialantropologi, ekonomisk historia och medie- och kommunikationsvetenskap. Han har arbetat på Sveriges Radio sedan 2010, först två år som reporter på P4 Gävleborg och efter det på Ekoredaktionen.
Hösten 2017 gjorde han en P1-dokumentär om Johan Gustafsson, svensken som blev kidnappad av al-Qaida i Mali 2011. Han hade då följt fallet med Johan Gustafsson under två år. Dokumentären nominerades i klassen bästa dokumentär av Prix Europa. Under 2020 var han på plats i Minneapolis under de omfattande demonstrationerna mot polisvåld och rasism. Han har intervjuat flera kända amerikanska politiker, däribland Lori Lightfoot, Leon Panetta, Avril Haines, Christopher R. Hill(en) och Madeleine Albright.